# Тарчин
Тарчин (пољ. Tarczyn) град је у Пољској у Војводству мазовском. По подацима из 2012. године број становника у месту је био 4121.

## Становништво
| 2012. |
| ----- |
| 4.121 |